# Parathesis candolleana
Parathesis candolleana är en viveväxtart som beskrevs av Carl Christian Mez. Parathesis candolleana ingår i släktet Parathesis och familjen viveväxter. Inga underarter finns listade i Catalogue of Life.